# Eros-Gletscher
Der Eros-Gletscher ist ein 11 km langer und an seiner Mündung 3 km breiter Gletscher an der Ostküste Alexander-I.-Insel westlich der Antarktischen Halbinsel. Er fließt von den Planet Heights in südöstlicher Richtung zum George-VI-Sund, den er unmittelbar nördlich des Fossil Bluff erreicht.
Wahrscheinlich sichtete ihn erstmals der US-amerikanische Polarforscher Lincoln Ellsworth bei seinem Transantarktisflug am 23. November 1935. Ellsworth flog direkt über ihn hinweg und fertigte Luftaufnahmen von Objekten nördlich und südlich des Gletschers an. Die Mündung erkundeten und kartierten 1936 Teilnehmer der British Graham Land Expedition (1934–1937) unter der Leitung des australischen Polarforschers John Rymill. Der Falkland Islands Dependencies Survey (FIDS) wiederholte dies 1948 und 1949. Eine detaillierte Kartierung nahm der britische Geograph Derek Searle vom FIDS 1960 anhand von Luftaufnahmen der US-amerikanischen Ronne Antarctic Research Expedition (1947–1948) vor. Das UK Antarctic Place-Names Committee benannte ihn 1961 in Verbindung mit der Benennung des Pluto- und des Uranus-Gletschers nach dem Asteroiden (433) Eros.